# 浩州 (江西)
浩州，中国唐朝时设置的州。
唐高祖武德五年（622年），以浩山为名，置浩州，治所在彭泽县（今江西省彭泽县东南浩山下），下辖彭泽县、广晋县（今江西省鄱阳县石门街道）、都昌县（今江西省都昌县蔡岭镇洞门口村）、乐城县（今江西省彭泽县黄岭乡旧县街）。武德八年（625年）废除浩州、广晋县、乐城县，彭泽县、都昌县改属江州。
浩州刺史
- 薛大鼎（622年—625年）